# Albertus Groneman
Albertus Groneman, ook Johann Albert Heinrich Groneman of Johannes Albertus Groneman (geboren 1710/12 in Keulen, gedoopt 6 december 1711 in  Hamm (Westfalen); begraven 1 juni 1778 in Den Haag) was een Nederlandse componist, violist en organist en beiaardier van Duitse afkomst.

## Leven

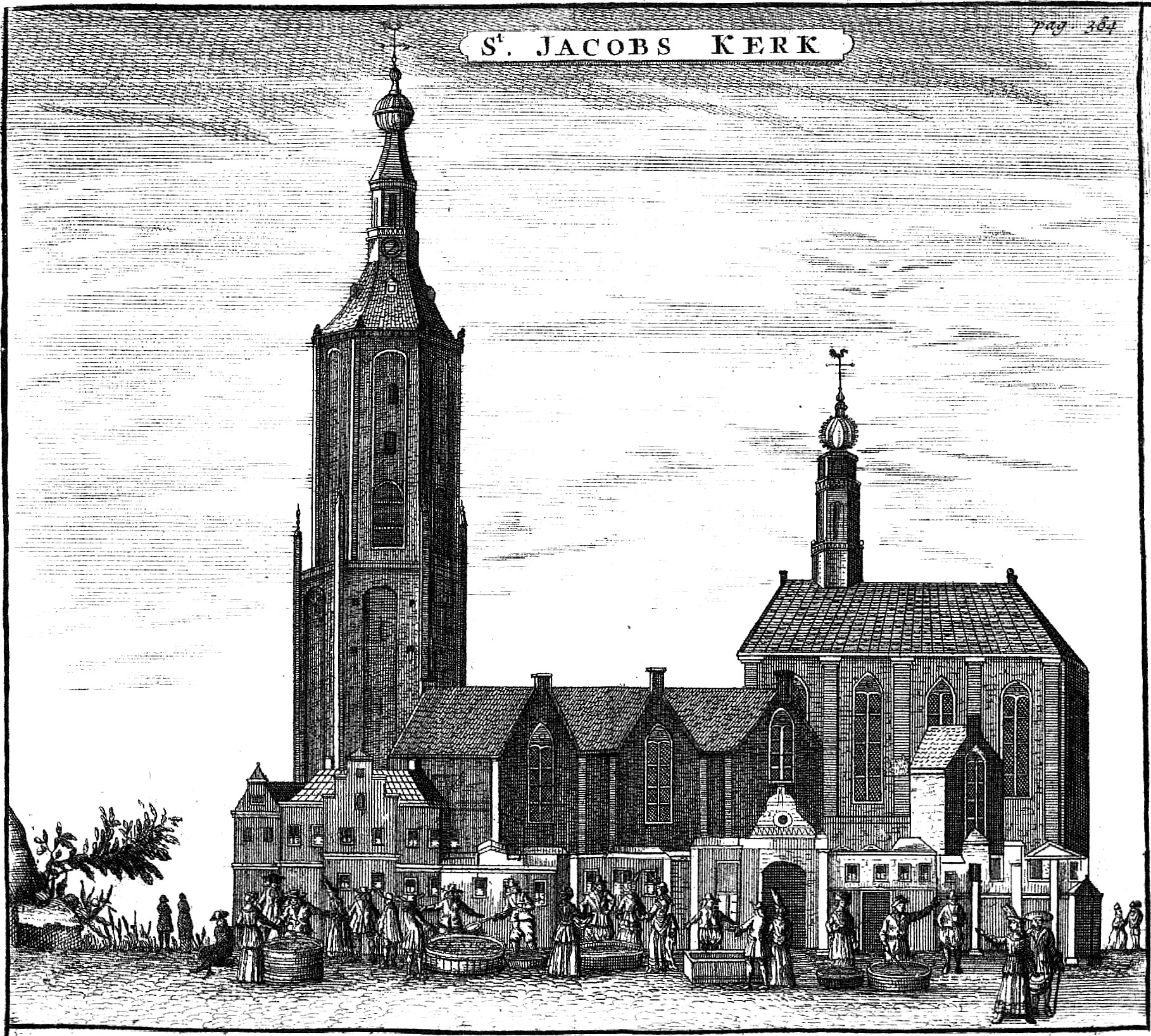
Grote of Sint-Jacobkerk, Den Haag, Anno 1720

Johannes Albertus Groneman stamde uit een Westfaalse familie en kwam rond 1730 naar Nederland; op 11 februari 1732 liet hij zich als muziekstudent bij de Leidse universiteit inschrijven.
Voor 1734 trouwde Groneman met Wijntje van Arkel en tussen 1736 en 1742 vestigde hij zich als componist in Den Haag.
Hij had als vioolvirtuoos reeds naam gemaakt, toen hij in 1742 werd aangesteld als beiaardier van de Grote, of Sint-Jacobskerk in Den Haag alwaar hij een jaar later werd benoemd tot organist. Hij zou die functie tot aan zijn dood in 1778 vervullen.
Nadat zijn vrouw in 1751 was gestorven, leed hij in het midden van het decennium aan een psychische aandoening. In die periode kwam het tot een veiling van zijn waardevolle instrumentenverzameling. Niet veel later was Groneman weer als musicus actief en in 1758 trouwde hij een tweede maal.
Gronemann stierf in 1778. Op 1 juni werd zijn stoffelijk overschot in de Grote kerk van Den Haag bijgezet.

## Broers en zusters
Onder de verdere familieleden die Albert Groneman naar Nederland zijn gevolgd bevonden zich Johan Frederic Groneman en Anton Groneman, beide componeerden werken voor viool of fluit. De zuster Christina Maria (1706 - na 1750) was met de musicus Giuseppe Avoglio getrouwd en als Christina Avoglio in kringen rond Georg Friedrich Händel bekend. Voordien zong zij onder andere in Hannover, Moskou, Sint-Petersburg, Brussel, Hamburg en Praag.
Sibylla Groneman, geboren in 1720, zong in London in zangspelen van Thomas Arne en Johann Friedrich Lampe alsmede in oratoria van Händel. Zij was gehuwd met de violist Thomas Pinto (1728–1783). Verdere broers waren als Nederlandse militaire musici actief.

## Oeuvre

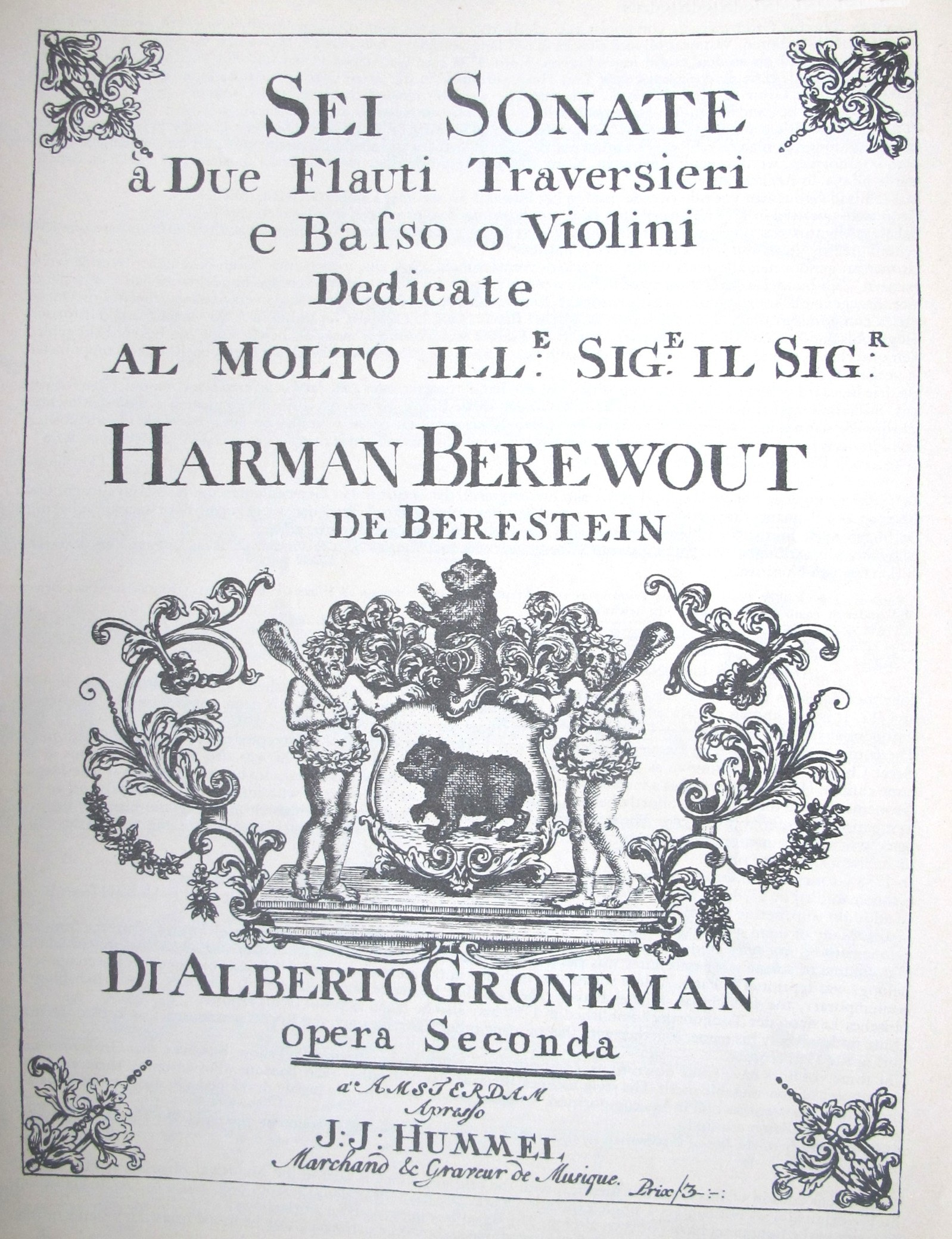
Titelblad van de Sei Sonate a due Flauti traversieri e violone o violini Opera secunda

Zijn verzamelingen sonaten voor fluit verschenen in Londen bij uitgever Walsh, zijn triosonaten werden in Parijs gedrukt.
Delen uit een sonate voor fluit werden opgenomen in de duetten-bundel Recueil de Pièces van de Franse fluitist Michel Blavet.
Gronemans sonaten zijn gecomponeerd in de zogenaamde Empfindsame stijl en Galante stijl.
De eerste sonaten omvatten nog vier delen, de latere sonaten bestaan uit de modernere drie delen.

## Trivia
In 2006 is door de Gemeente Den Haag een straatnaam naar Groneman vernoemd, het "Albertus Gronemanpad".
- Bibliothèque nationale de France: cb14982487d (data)
- Gemeinsame Normdatei: 137154666
- International Standard Name Identifier: 0000 0000 7846 0243
- Library of Congress Control Number: nr94011981
- MusicBrainz: 63196396-4113-4f4c-ba4c-aac49530bcc6
- Nederlandse Thesaurus van Auteursnamen: 137674279
- Virtual International Authority File: 41720995
- WorldCat: E39PBJjt6pfrVVbXPJYk4xd84q